# شوك الصحاري
شوك الصحاري هو مسلسل تلفزيوني عراقي عرض في عام 2009.

## القصة
داخل إحدى القبائل البدوية التي يقودها الشيخ (فليحان)، يُطرد (مقرن) من القبيلة، ويصير مغضوبًا عليه من كل المنتمين لها على السواء، ونتيجة لما حدث له ، يقرر (مقرن) الانتقام منهم جميعًا عن طريق تشكيل مجموعة قوامها من الخارجين على القانون، ومن المطاريد، ويضعون معًا خطة للإغارة على القبيلة، ويخططون أيضًا لقتل الشيخ (فليحان).

## الممثلون
- باسم الطيب
- آسيا كمال
- عبد الجبار الشرقاوي
- علا بدر
- ميثم صالح
- خليل إبراهيم
- محمد ختوم
- فاروق الجمعات
- شمم الحسن
- كامل ابراهيم